# Alex Newell
Alex Newell (født d. 20. august 1992) er en amerikansk skuespiller og sanger . De er bedst kendt for sin tilbagevendende rolle som Wade "Unique" Adams på Fox's musikalske komedie-drama Glee, og som finalist i første sæson på Oxygen's The Glee Project.

## Biografi

### Tidlige liv
Newell blev født den 20. august 1992 i Lynn, Massachusetts.  Deres far døde af kræft, da de var seks år gammel, fra hvilket tidspunkt deres mor opdragede dem, som en enlig forælder. De er uddannet fra Bishop Fenwick High School i 2012,  hvor de var involveret i deres skolens kor, improvisationskomikklub, og kostumeklub. De var også medlem af deres kirke kor.

### Personlige liv
Selv om Newell blev optaget på Berkeley College of Music, Boston, fra efteråret 2012, flyttede de til Los Angeles for at være med i Glee, da de blev bedt om at slutte sig til de tilbagevendende roller fra showets fjerde sæson. 
Newell anser sig selv som køns-non-konform (eng: gender nonconforming), hvilket betyder at de ikke ser sig selv man maskulin, feminin eller nogen anden form for binær kønsidentitet.